# Iwan der Schreckliche und sein Sohn
Iwan der Schreckliche und sein Sohn (Vollständiger Titel: Iwan der Schreckliche und sein Sohn Iwan am 16. November 1581) ist ein Gemälde des russischen Realisten Ilja Repin. Es zeigt Iwan IV., der seinen sterbenden Sohn in den Armen hält, nachdem er ihm im Streit selbst eine tödliche Verletzung an der Schläfe zugefügt hat. Es befindet sich in der Tretjakow-Galerie in Moskau.

## Beschreibung
Das Bild zeigt den Zaren Iwan IV. mit weit aufgerissen Augen und leerem Blick. In seinen Armen liegt sein Sohn, der Zarewitsch Iwan Iwanowitsch. An seiner Schläfe verdeckt die linke Hand des Vaters eine blutende Wunde, die er seinem Sohn soeben in einem wütenden Streit selbst zugefügt hat. Die Tatwaffe, das hölzerne, mit Metall beschlagene Zepter liegt noch auf dem mit Teppichen bedeckten Boden.

## Geschichte des Bildes

### Historischer Kontext
Repin hielt sich bei seiner Arbeit an die Schilderung des Historikers Nikolai Karamsin. Die Beschreibung stützt sich unter anderem auf die Schilderung des päpstlichen Legaten Antonio Possevino. Hiernach fand der Zar in deren eigenen Räumen die schwangere Frau seines Sohnes vor, die nach seiner Ansicht zu leicht bekleidet war. Hierüber geriet er in Wut und schlug sie, worauf sie eine Fehlgeburt erlitt. Sein Sohn stellte den Vater darüber später zur Rede, woraufhin der Zar ihn im Streit mit der metallenen Spitze seines Zepters schlug und am Kopf traf. Nach einigen Tagen im Koma erlag Iwan Iwanowitsch seinen Verletzungen.
Ob Iwan tatsächlich seinen Sohn selbst erschlug, ist nicht zweifelsfrei historisch belegt. Zeitgenössische russische Quellen schreiben auch von einer Erkrankung des Sohnes. In Russland wird gegenwärtig die Theorie vertreten, der Zarewitsch sei von unbekannten Tätern vergiftet worden.

### Entstehung
Repin fand Inspiration für das Gemälde im Attentat auf Alexander II. von Russland im Jahr 1881. Er ließ sich beeinflussen von der Emotionalität der Antar-Suite Nikolai Rimski-Korsakows. Das Werk basiert auf verschiedenen Porträts befreundeter Künstler.

Porträts der Modelle
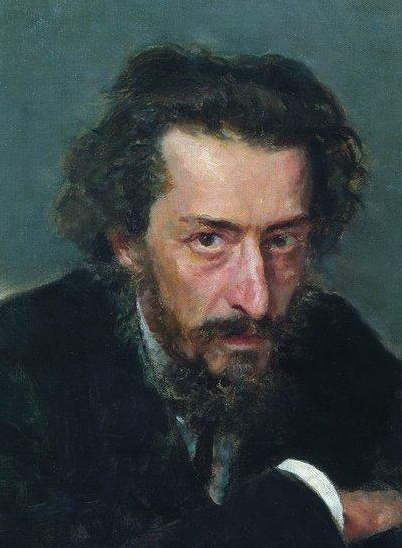
Der Komponist Pawel Blaramberg (1884)
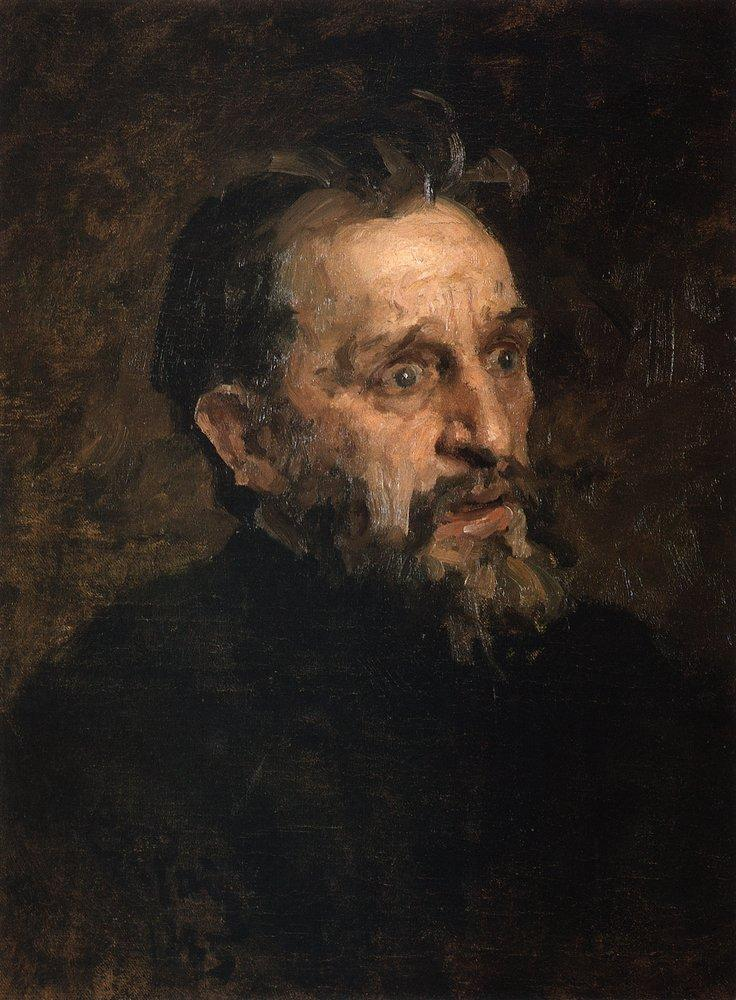
Der Maler Grigori Mjassojedow (1883)
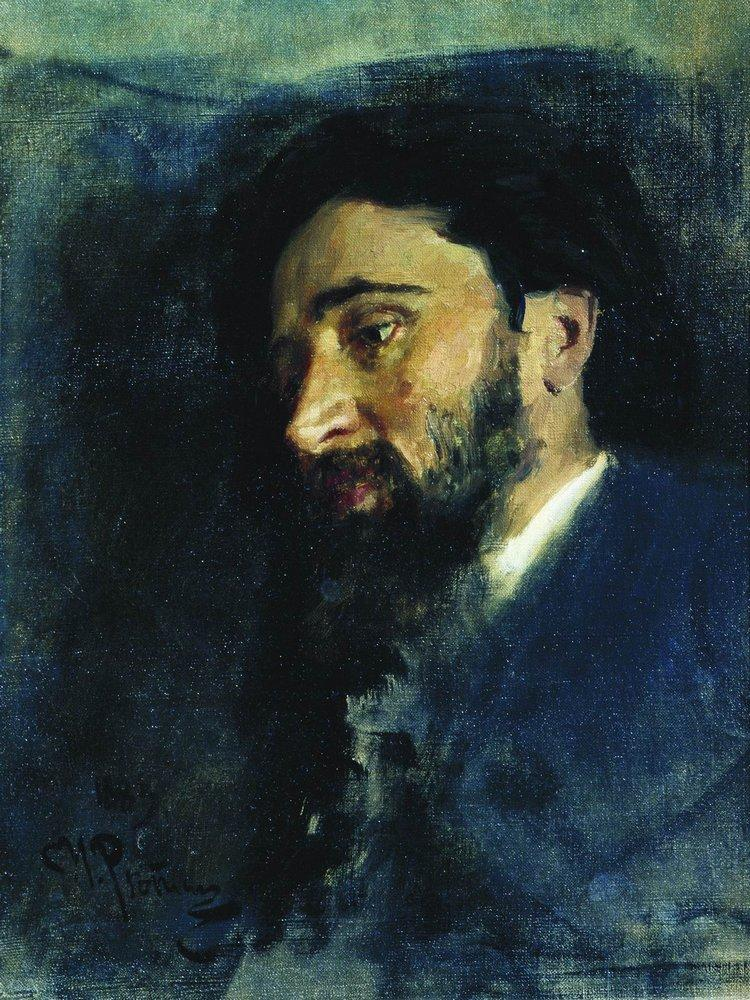
Der Schriftsteller Wsewolod Garschin (1883)
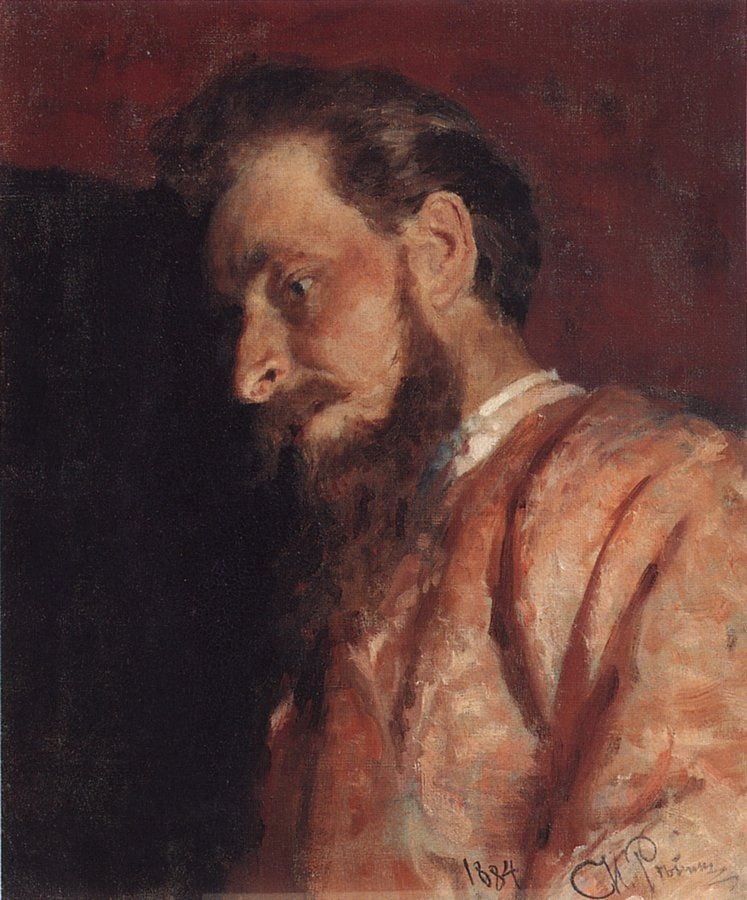
Der Maler Vladimir Menk (1884)

Iwan der Schreckliche und sein Sohn – Ausschnitt
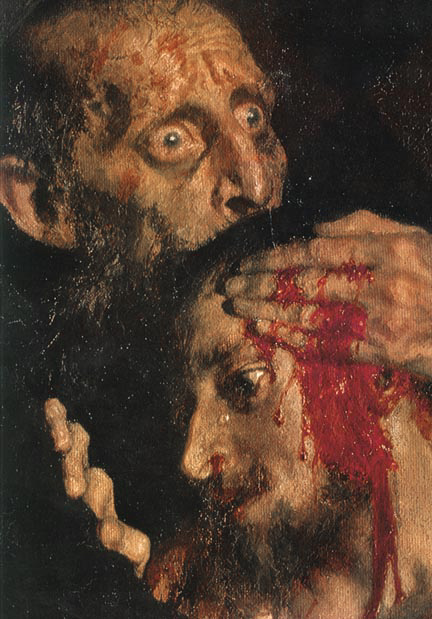

### Anschläge
In der Vergangenheit wurden wiederholt Anschläge auf das Bild verübt. Dies hängt mit der geschichtlichen Deutung von Iwan IV. zusammen. Zuletzt attackierte ein Mann im Jahr 2018 die schützende Glasscheibe vor dem Bild und beschädigte das Gemälde dadurch an drei Stellen. Der Journalist Oleg Kaschin wertete die Aktion als Ausdruck der „Atmosphäre des Hasses“ in Russland. Der Attentäter wurde zu zweieinhalb Jahren Haft verurteilt. Es gibt Bestrebungen von russischen Nationalisten wie auch von der Regierung, Iwan als historische Figur zu rehabilitieren. Die Darstellung Repins wird hierbei als unwürdig erachtet. 2024 wurde das Gemälde nach der Restaurierung wieder aufgehängt.